# 白滝山 (三原市)
白滝山（しろたきやま）は広島県三原市小泉町に位置する、地元では龍泉寺の磨崖仏で知られている山である。標高は350mで、少し南の黒滝山（竹原市）とともに瀬戸内海国立公園の特別地域にも指定されている。

## 概略
山頂が巨大な花崗岩となっており、その上にたつと南に瀬戸内海の島々、遠くに石鎚山脈、四国山地、北は吉備高原、中国山地と360度の絶景が広がっている。その美しさは、「芸予諸島の絶好の展望地点」として、瀬戸内海国立公園の特別地域に指定されるまでに至っている。なお、前述した山頂の花崗岩の事を地元では、八畳岩と呼んでおり、壁面には等身大の半肉彫りのユニークな表情をした麿崖仏が計10数体、彫られているが、これは、江戸時代初期に豊作と平安を祈って彫られたものであると伝わっている。

## 脚註
1. ↑  白滝山 ヤマケイオンライン
2. 1 2 3 4  白滝山・黒滝山 三原観光協会
3. 1 2  黒滝山・白滝山地区　瀬戸内海国立公園　広島県　ecoひろしま~環境情報サイト